# Коварство славы
«Коварство славы» (фр. Grosse Fatigue) — кинокомедия режиссёра Мишеля Блана. Фильм участвовал в Каннском кинофестивале 1994 года.

## Сюжет
В фильме все актёры играют сами себя. Мишель Блан занят сочинением сценария нового фильма, в котором он хочет снять в главной роли Кароль Буке. Полиция начинает обвинять Мишеля в действиях, которых он не помнит. Его обвиняют в домогательствах (пострадавшие — молодые актрисы Матильда Май и Шарлотта Генсбур) и изнасиловании Жозиан Баласко. Мишель полагает, что он сошёл с ума, и у него внутри живёт вторая «тёмная» личность, которая совершает все эти поступки, которых режиссёр не помнит. Потом оказывается, что у Мишеля появился двойник Патрик Оливье, который, используя сходство с Бланом, удовлетворяет свои низменные потребности. Мишель Блан, как и другой известный актёр (Филип Нуаре), оказывается вытеснен из мира большого кино на его подмостки. Они вынуждены идти работать в массовках и на вторых ролях.

## В ролях
- Мишель Блан — Мишель Блан / Патрик Оливер
- Кароль Буке — Кароль Буке
- Филип Нуаре — Филип Нуаре
- Жозиан Баласко — Жозиан Баласко
- Мари-Анн Шазель — Мари-Анн Шазель
- Кристиан Клавье — Кристиан Клавье
- Доминик Лаванан — Доминик Лаванан
- Жерар Жюньо — Жерар Жюньо
- Шарлотта Генсбур — Шарлотта Генсбур
- Матильда Май — Матильда Май
- Роман Полански — Роман Полански
- Тьерри Лермитт — Тьерри Лермитт
- Режин Зильберберг — Режин

## Съёмочная группа
- Режиссёр: Мишель Блан
- Авторы сценария: Мишель Блан, Бертран Блие, Жак Одияр, Жозиан Баласко

## Призы и Награды
- 1994 — Каннский фестиваль:
  - Приз за лучший сценарий[1]
  - Technical Grand Prize

## Отзывы
В книге «3500. Книга кинорецензий» советский кинокритик Сергей Кудрявцев высоко оценил работу Мишеля Блана:

Будучи, безусловно, талантливейшим актёром с редким по точности переживания трагикомическим амплуа (вспомните хотя бы его великолепную роль в «Вечернем туалете» Блие, кстати, отмеченную призом в том же Канне), Блан в «Большой усталости» (в нашем прокате — «Коварство славы») будто скользит по поверхности, обыгрывая смешные ситуации в традиции «кинопредставления» и как раз кинопредставления, гала-концерта, развлекательного зрелища. Вот почему фильм очень хорошо прошёл во Франции, уступив (среди местных произведений) лишь эксцентрической комедии «Индеец в городе» и боевику «Леон».— Сергей Кудрявцев